# Leslie Ablett
Leslie Ablett (6 maart 1904 - 1952) was een Brits waterpolospeler.
Leslie Ablett nam als waterpoloër tweemaal deel aan de Olympische Spelen; in 1928 en 1936. In 1928 maakte hij deel uit van het Britse team dat vierde werd. Hij speelde drie wedstrijden als keeper. In 1936 werd het Verenigd Koninkrijk achtste. Ablett speelde wederom drie wedstrijden als keeper.
Leslie Ablett (G) ·
Nicholas Beaman · 
Jack Budd · 
W. G. Freeguard · 
Jack Hatfield · 
Richard Hodgson · 
Edward Peter · 
William Quick · 
Paul Radmilovic · 
Edward Temme
Leslie Ablett · 
Ernest Blake · 
David Grogan · 
William Martin · 
David McGregor · 
Frederick Milton · 
Robert Mitchell · 
Alfred North (G) ·
Leslie Palmer · 
Reginald Sutton · 
Edward Temme